# うまか棒
うまか棒（うまかぼう）は、日本の食品会社 明治（旧・明治乳業）が製造・販売していたスティックタイプのラクトアイス。1979年から2019年までの40年間、シリーズを展開した。

## 概要
正式名称は「明治うまか棒」。
1979年3月に九州地区限定で販売が開始。その後、全国での販売が開始され、大々的な広告展開も功を奏し大ヒット商品となった。
あたりくじつきで、発売当初の値段は50円。形状は、丸い棒の周りにバニラアイスがあり、その周りをチョコナッツ（チョコレートに細かく刻まれたピーナッツが混ざっているもの）が覆った円柱である。その後は形態を変えながらシリーズを展開し、2019年秋をもって製造終了した。
発売当初、ばってん荒川出演のテレビCMが放送され、最後の「うまぁかぼぉ〜」というフレーズを、当時の子供たちに印象付けた。その後も山本晋也や桑野信義などを起用してテレビCMを継続したが、1990年代以降はCMは作られていない。
なお、やおきんのスナック菓子「うまい棒」は当商品に便乗して名付けられたものであるが、その後の知名度は逆転している。

## 主な種類
以下の一商品を全国で販売した。
- うまか棒ミニ チョコナッツ味・ミルク味(1980年10月発売[1]）10本入。マルチタイプは明治乳業としては初の商品[4]。
- うまか棒Z チョコナッツ（2015年9月14日発売）

また、期間限定商品として、2008年3月17日には
- うまか棒 チョコナッツ＜ノベルティスティック＞
- うまか棒ミニ いちごバニラ

2010年3月22日には
- うまか棒ミニ ヨーグルト味 カルシウム入り

2018年3月6日にはセブン-イレブン限定で
- うまか棒 チョコレート

が販売された。